# Faetón (planeta hipotético)

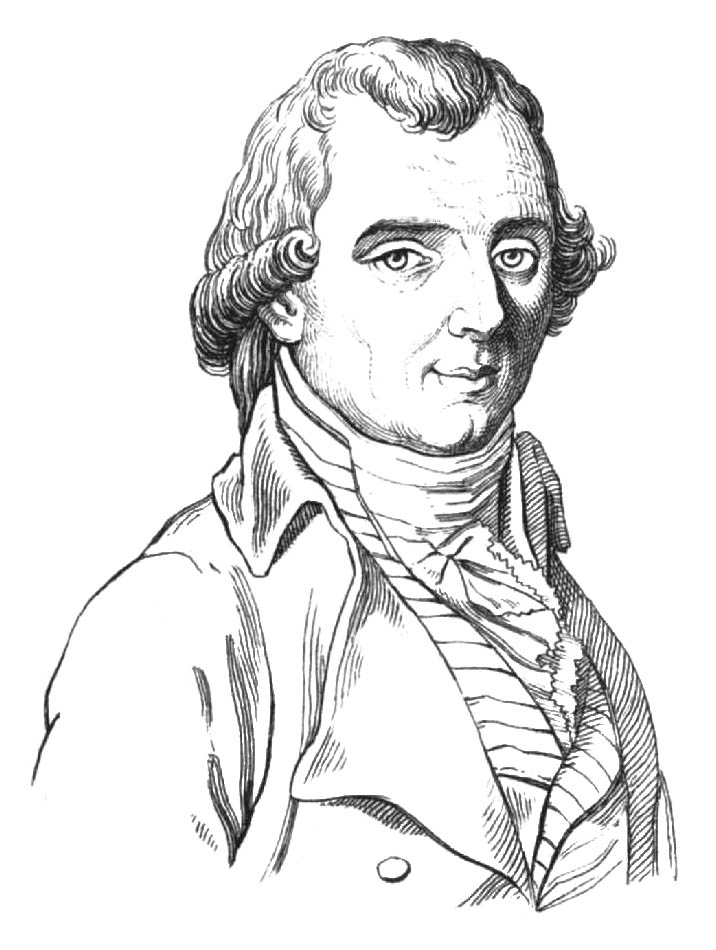
Heinrich Wilhelm Matthäus Olbers, quien formuló la hipótesis del planeta Faetón.

Faetón es el nombre de un planeta hipotético existente entre las órbitas de Marte y Júpiter, cuya destrucción supuestamente llevó a la formación del cinturón de asteroides de nuestro sistema solar interno. El planeta hipotético toma su nombre de Faetón, el hijo del dios del Sol Helios en la mitología griega, que intentó conducir el carro solar de su padre durante un día, con resultados desastrosos para la Tierra, y que fue finalmente destruido por Zeus con sus rayos antes de que quedase destruido todo el universo.
El asteroide (3200) Faetón comparte el nombre con el planeta hipotético. 3200 Faetón es un asteroide Apolo que cruza las órbitas de Mercurio, Venus, la Tierra y Marte, con unas propiedades inusuales también en su órbita, llegando a ser uno de los asteroides con nombre que más se acercan al Sol.

## La hipótesis Faetón
De acuerdo con la ley de Titius-Bode, que periódicamente ha sufrido aprobaciones y desaprobaciones por la comunidad científica, se suponía que existía un planeta entre Marte y Júpiter. Después de percatarse de los descubrimientos realizados por el astrónomo y profesor alemán Johann Daniel Titius (1729-1796), el propio Johann Elert Bode impulsó la búsqueda del quinto planeta. Cuando Ceres, el mayor de los asteroides del cinturón (ahora considerado un planeta enano) fue descubierto en 1801 en la posición predicha, muchos creyeron que era el planeta perdido. Pero en 1802 el astrónomo alemán Heinrich Wilhelm Matthäus Olbers descubrió y nombró otro objeto en la misma órbita general, el asteroide Palas.
Olbers propuso que estos nuevos descubrimientos eran fragmentos de un planeta abortado que originalmente giraba en torno al Sol. También predijo que más de esas piezas serían encontradas formando parte del cinturón de asteroides. Los descubrimientos del asteroide Juno por Karl Ludwig Harding y de Vesta por Olbers, apuntalaron esta hipótesis.
Las teorías relacionadas con la formación del cinturón de asteroides a partir de la destrucción de un hipotético quinto planeta, son llamadas colectivamente en la actualidad como «teoría de la disrupción». Esta teoría indica que en algún momento hubo un miembro planetario mayor del sistema solar circulando en el hueco actual entre Marte y Júpiter, el cual fue destruido cuando:
- Se acercó demasiado a Júpiter y fue despedazado por la potente gravedad del gigante gaseoso;
- fue golpeado por otro cuerpo celeste grande;
- sufrió el influjo negativo de una hipotética enana marrón, la estrella compañera del Sol conocida como Némesis;
- experimentó alguna catástrofe interna de consecuencias nefastas.

En el siglo XX, el estudioso de los meteoritos ruso Yevgeny Leonidovich Krinov (involucrado en la investigación del evento de Tunguska) sugirió que el planeta explotado en la teoría de Olbers fuera llamado Faetón, por el mito griego. 
Teniéndose, pues, en consideración la previa existencia de Faetón, desde el mundo académico surgieron otras teorías científicas que apoyaban la idea de considerar al planeta enano Ceres o incluso a Marte, como antiguas lunas naturales de dicho planeta desaparecido. Una de las suposiciones para afirmar que Marte era un antiguo satélite natural de Faetón, que después del cataclismo encontró su propia órbita en el sistema solar, se basaría en la característica e irregular exposición a meteoritos sufrida por la superficie marciana.

## El planeta Faetón hoy

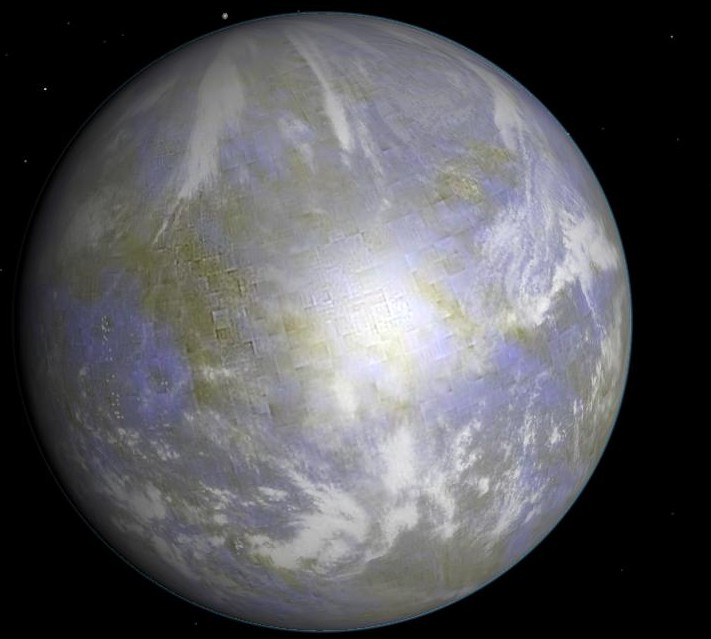
Recreación artística del supuesto planeta Faetón, con un diámetro estimado de kilómetros. Sin embargo, la cifra actual no supera los 1100 kilómetros de diámetro estimado.

Hasta hace poco, la hipótesis Faetón había quedado obsoleta por el modelo del disco de acrecimiento. No obstante, los recientes descubrimientos que han tenido lugar a partir del año 2010 respecto a la composición específica de ciertos asteroides del cinturón entre Marte y Júpiter, ha hecho replantear de nuevo dicha hipótesis como posible. De todas maneras, muchos astrónomos hoy en día siguen confiando en la teoría que cree que los asteroides en el cinturón principal son los restos de un disco protoplanetario y que, en esta región, la incorporación de restos protoplanetarios en los planetas fue impedido por las grandes perturbaciones gravitacionales inducidas por Júpiter durante el período formativo de nuestro sistema solar.
A pesar de ello, y gracias a las nuevas pruebas científicas, la hipótesis de que en su día hubo un planeta desaparecido en el lugar que actualmente ocupa el cinturón de asteroides entre Marte y Júpiter, continúa siendo defendida por algunos científicos, pero también por no científicos. Un proponente notable es Zecharia Sitchin, que ha propuesto, basándose en las lecturas de antiguas mitologías sumerias, que la diosa conocida por los sumerios como Tiamat en realidad aludía al planeta que fue destruido por un planeta interestelar conocido como Nibiru. Aun así, su trabajo es considerado mayoritariamente como pseudociencia.
El astrónomo y autor Tom Van Flandern sostenía que el planeta Faetón explotó a través de algún mecanismo interno. En su obra Exploded Planet Hypothesis 2000, enumera como posibles causas de la explosión tanto una reacción nuclear de uranio fuera de control en el núcleo, como un cambio de estado debido a un enfriamiento del planeta, generándose entonces una fase de cambio de densidad (como del agua al hielo), que causó que el planeta implosionara o explotara, o por medio de la absorción continua de calor en el núcleo de gravitones.[cita requerida]
En 1972, los estudios Soyuzmultfilm produjeron un cortometraje de animación titulado Faetón: el hijo del Sol (Фаэтон - Сын Солнца), dirigido por Vasíliy Ivánov (Василий Ливанов, n. 1935), en el que se trata el tema del cinturón de asteroides como resto de un planeta.
En 1988, Donald W. Patten (un veterano de la guerra de Corea que nació en Montana) escribió un libro llamado Catastrofismo y el Viejo Testamento, esbozando la teoría de que un planeta, al que llamó Astra (un diminutivo de Astrea) rebasó a Marte y, al alcanzar el límite de Roche, se rompió en pedazos (aproximadamente como el cometa Shoemaker-Levy 9 lo hizo cuando llegó al límite de Roche en 1994).
En fuentes relacionadas con los OVNIs y con médiums, Faetón es también conocido como Maldek, un nombre que significa «lengua de fuego» y que alude a Santiago 3:6.

## Cultura popular
- El hipotético planeta situado entre las órbitas de Marte y Júpiter forma parte de la trama de la novela de ciencia ficción End of an Era (1994), del escritor canadiense Robert J. Sawyer.
- Se hace alusión a este planeta Hipotético en la novela de aventura "Ante la Bandera" (1896) , del escritor Francés Jules Verne.